# Premios Simón
Los Premios Simón del cine aragonés son unos galardones que concede anualmente la Academia del Cine Aragonés (ACA) para destacar el trabajo de los profesionales del sector audiovisual aragonés. La primera edición se celebró en 2012 y desde entonces ha ido incrementándose el número categorías a concurso. El premio no tiene dotación económica y consta de una estatuilla inspirada en la película Simón del desierto, dirigida por el aragonés Luis Buñuel.

## Historia
Durante las cuatro primeras ediciones los Premios Simón se celebraron en el Teatro Principal de Zaragoza. A partir de la quinta, en 2016, se otorgaron en la Sala Mozart del Auditorio de Zaragoza. En la X edición, en 2021, se concedieron en el Centro de Cultura de Andorra (Teruel). En la XI edición, en 2022, en el Palacio de Congresos de Huesca.En 2023, retornaron a la Sala Mozart del Auditorio de Zaragoza.En 2024, fue el Teatro Marín, de Teruel, el elegido como escenario para su entrega.
Los ganadores son elegidos por votación de las personas socias de la Academia.
En la primera edición se convocaron cinco categorías competitivas a las que los interesados debían presentar sus candidaturas. De entre ellas, los socios de la entonces Asamblea de Cineastas Aragoneses y otras personas relevantes del sector elegirían a los cinco finalistas de cada categoría y, posteriormente, a los ganadores. La gran triunfadora fue la película De tu ventana a la mía, de Paula Ortiz, que obtuvo el Premio al mejor largometraje y el de mejor intérprete para Luisa Gavasa.
En la segunda edición las categorías aumentaron a seis más el Simón de honor. Se sustituyó el premio a la mejor fotografía por otro al mejor guion, y se instituyó una categoría especial destinada a premiar a distintos oficios no incluidos en las restantes categorías. El Simón de honor fue entregado al veterano director Carlos Saura.
En la tercera edición nuevamente se incrementó el número de categorías, hasta un total de siete. Desapareció el premio al mejor guion y se crearon los de mejor banda sonora y mejor montaje.
En la cuarta edición se concedieron de nuevo ocho premios, si bien se sustituyeron los galardones a mejor banda sonora y montaje por los de mejor guion y mejores efectos especiales. El Simón de honor fue para el músico Antón García Abril.
La gala de entrega de los premios correspondientes a 2015, que debía haber sido recordada por el triunfo absoluto de La novia —obtuvo los cinco premios a los que podía optar— y por el Simón de honor concedido a Fernando Esteso se vio enturbiada por el incidente que terminó en la exclusión de los premios del director David Yáñez por haber sido condenado por agredir a su compañera sentimental.
La edición de 2016 contempló el triunfo del largometraje germano-español Bestfriends, que ganó tres premios; el segundo premio consecutivo a Vicky Calavia en la categoría de documental y el reconocimiento al músico Ara Malikian.
La séptima edición se caracterizó por la reivindicación feminista y evidenció una cierta crisis al no poder ser entregado el Simón al mejor largometraje debido al escaso número de candidatos que cumplieran los requisitos de aragonesidad.
La octava edición quedó marcada por la polémica producida por el anuncio de un error en la ponderación de los votos. Como consecuencia, la junta directiva de la Academia del Cine Aragonés presentó su dimisión.
La lista de premios se ha ido incrementando hasta los 18 que se otorgaron entre la novena y la duodécima edición. En la XIII edición, celebrada en 2024, se entregaron 16. En cada categoría se selecciona hasta cinco candidatos, que son nominados a la votación definitiva.

## Ediciones
| Ediciones                                                                                         |
| 2011 · 2012 · 2013 · 2014 · 2015 · 2016 · 2017 · 2018 · 2019 · 2020 · 2021 · 2022 · 2023 · 2024 · |